# Posidonia oceanica
Posidonia oceanica is een plantensoort die veel voorkomt langs de rotskusten van de Middellandse Zee. De soort staat op de Rode Lijst van de IUCN geklasseerd als 'niet bedreigd'.

## Kenmerken
De tot 1 meter lange planten vormen dichte bossen op zandbodems op een diepte van 2-25 meter. Deze zeegrasvelden vormen een belangrijk ecosysteem, en een kweekplaats voor allerlei organismen, zoals zee-egels, zeeslakken (zoals Chromodoris krohnii) en plantenetende vissen (zoals de gestreepte bokvis, Sarpa salpa). Zij blijken ook een belangrijke rol te vervullen in de zuurstofvoorziening van het milieu. Voortplanting geschiedt vooral door steelvorming. Hierbij onderscheidt men stolonen (bovengrondse uitlopers) en rizomen (ondergrondse uitlopers of wortelstokken). Vooral de sterke rizomen geven steun aan de zeebodem. De afgestorven bladen van Posidonia vormen een fijn soort gruis dat zich door de wind en stroming op bepaalde stranden verzamelt als grote verzamelingen van bruine, harige balletjes.

## Ecologie
De toestand van zeegrasvelden waarin deze soort groeit, wordt vooral in de kustgebieden gezien als een graadmeter van de kwaliteit van het milieu.
De achteruitgang van Posidonia oceanica in verschillende kustgebieden is deels natuurlijk, maar wordt deels ook door de mens veroorzaakt. Verschillende factoren spelen daarbij een rol, zoals vervuiling van kustgebieden, aanleg van havens, vernieling van rizomen door de ankers van pleziervaartuigen, en de woekering van de "killeralg" Caulerpa taxifolia.
Op vele plaatsen langs de Franse zuidkust is Posidonia oceanica beschermd, bijvoorbeeld door een ankerverbod.

Zeegrasvelden in Zuid Frankrijk
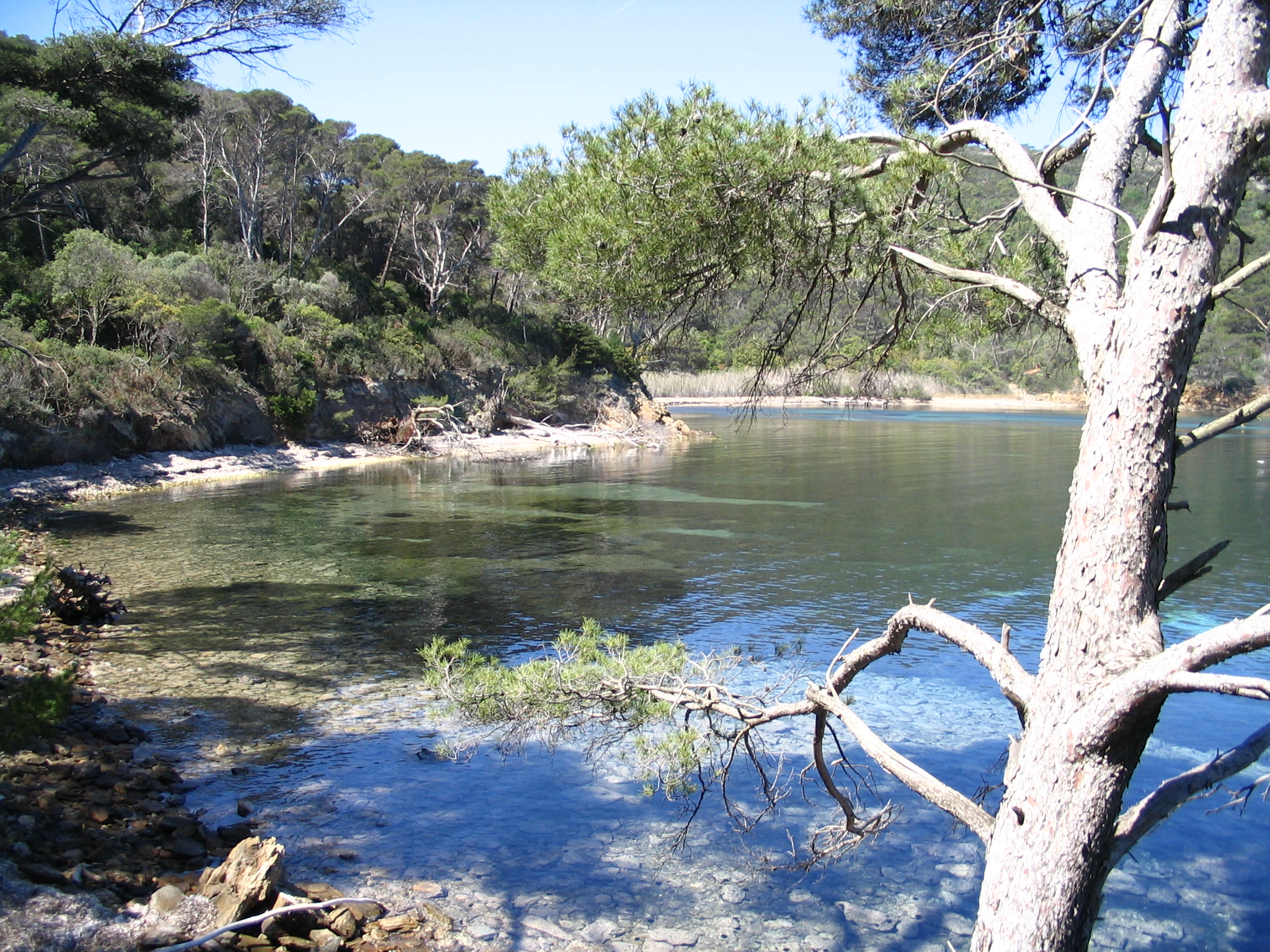
Beschermde zeegrasvelden in de baai van Port-Man op het Franse eiland Port-Cros
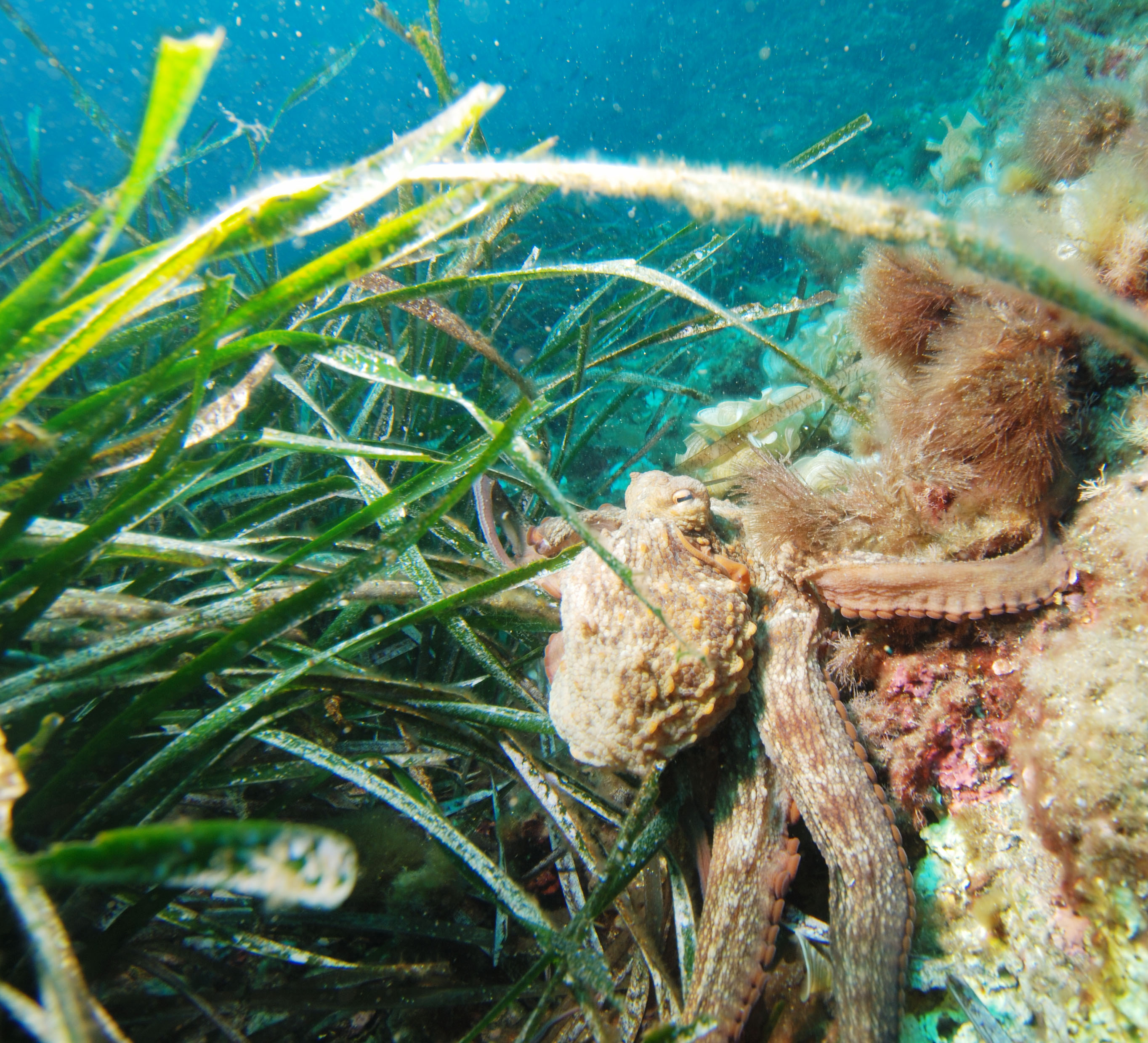
Veel dieren schuilen in de zeegrasvelden.
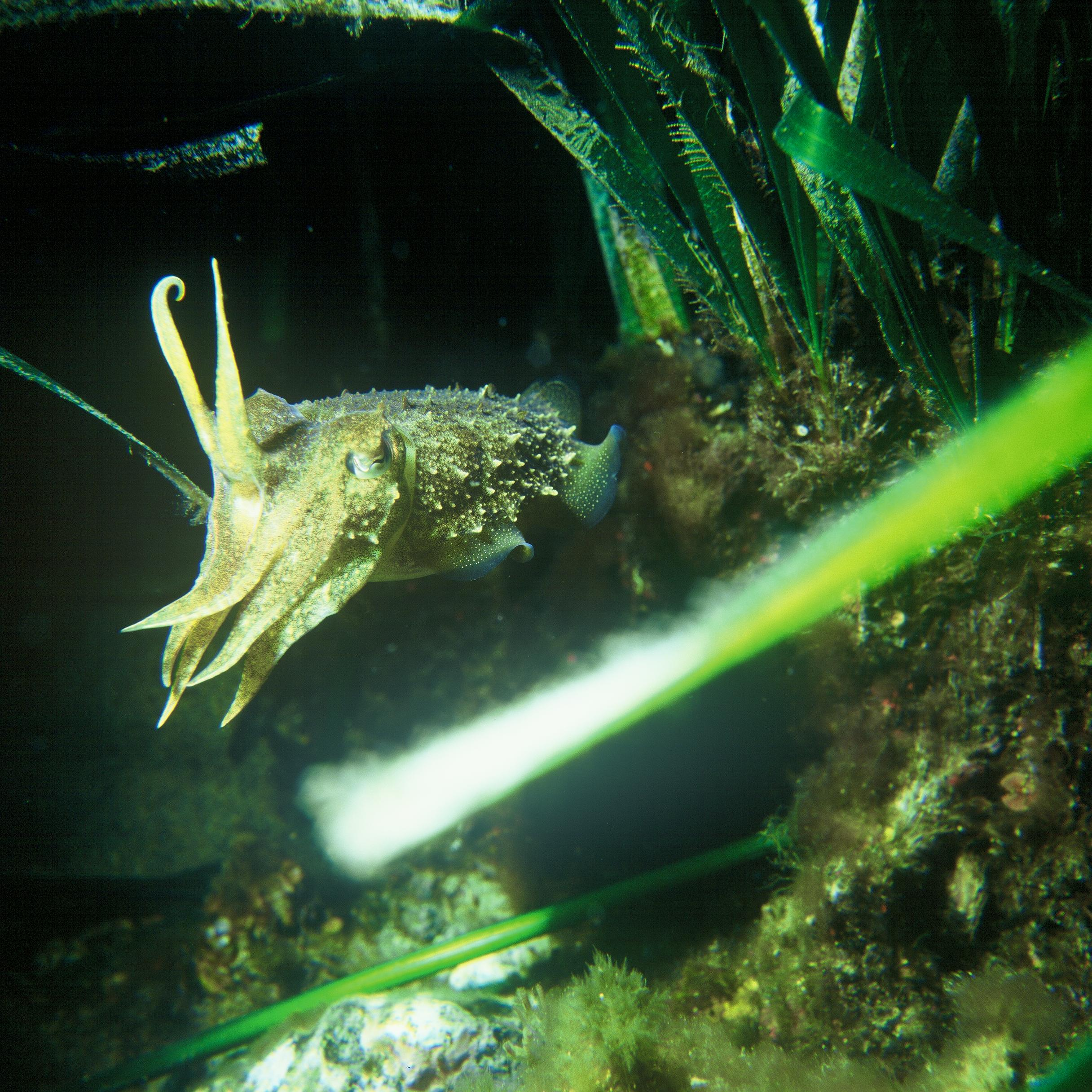
Veel dieren schuilen in de zeegrasvelden.
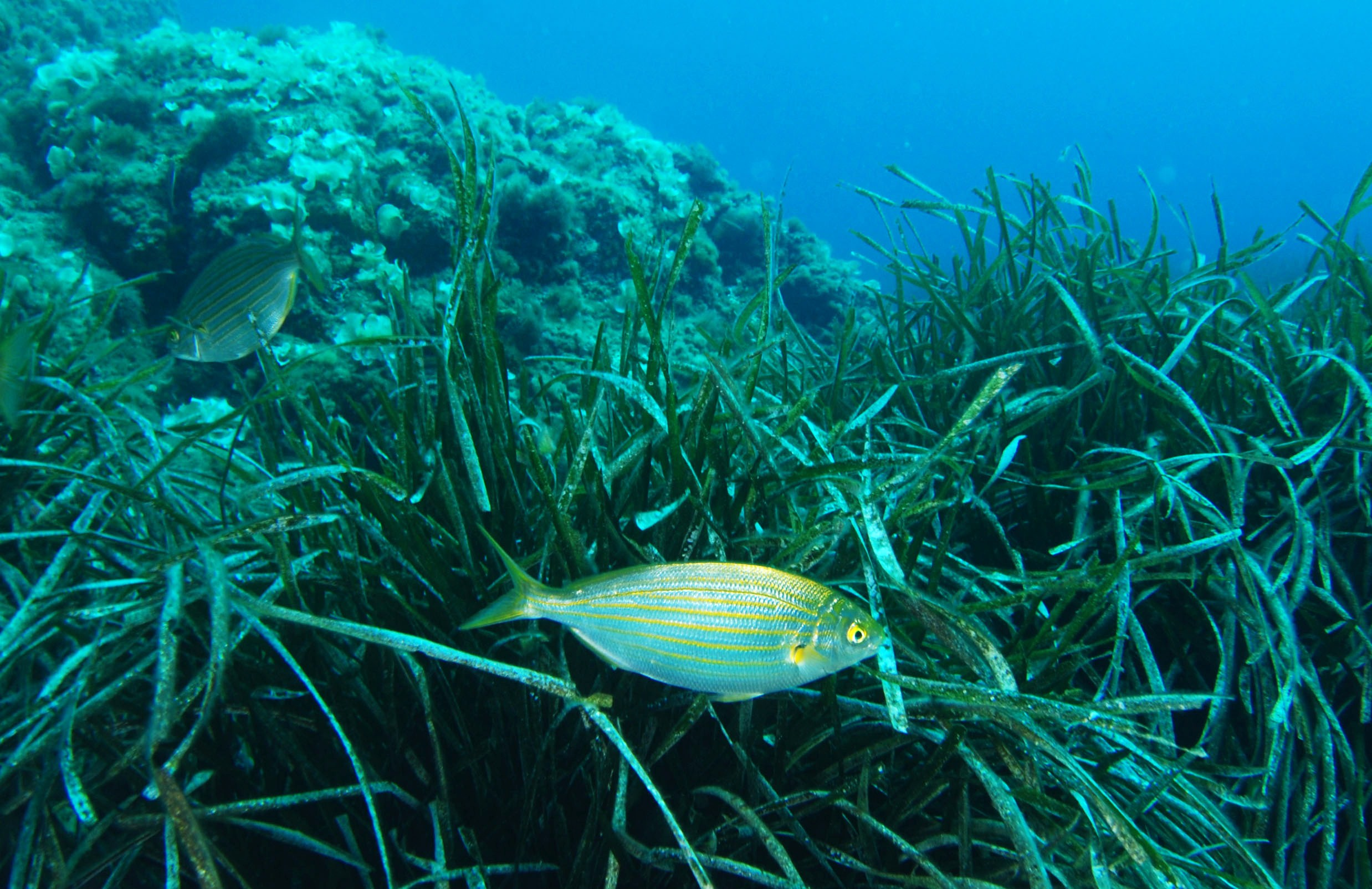
Sarpa salpa te midden van zeegrasvelden
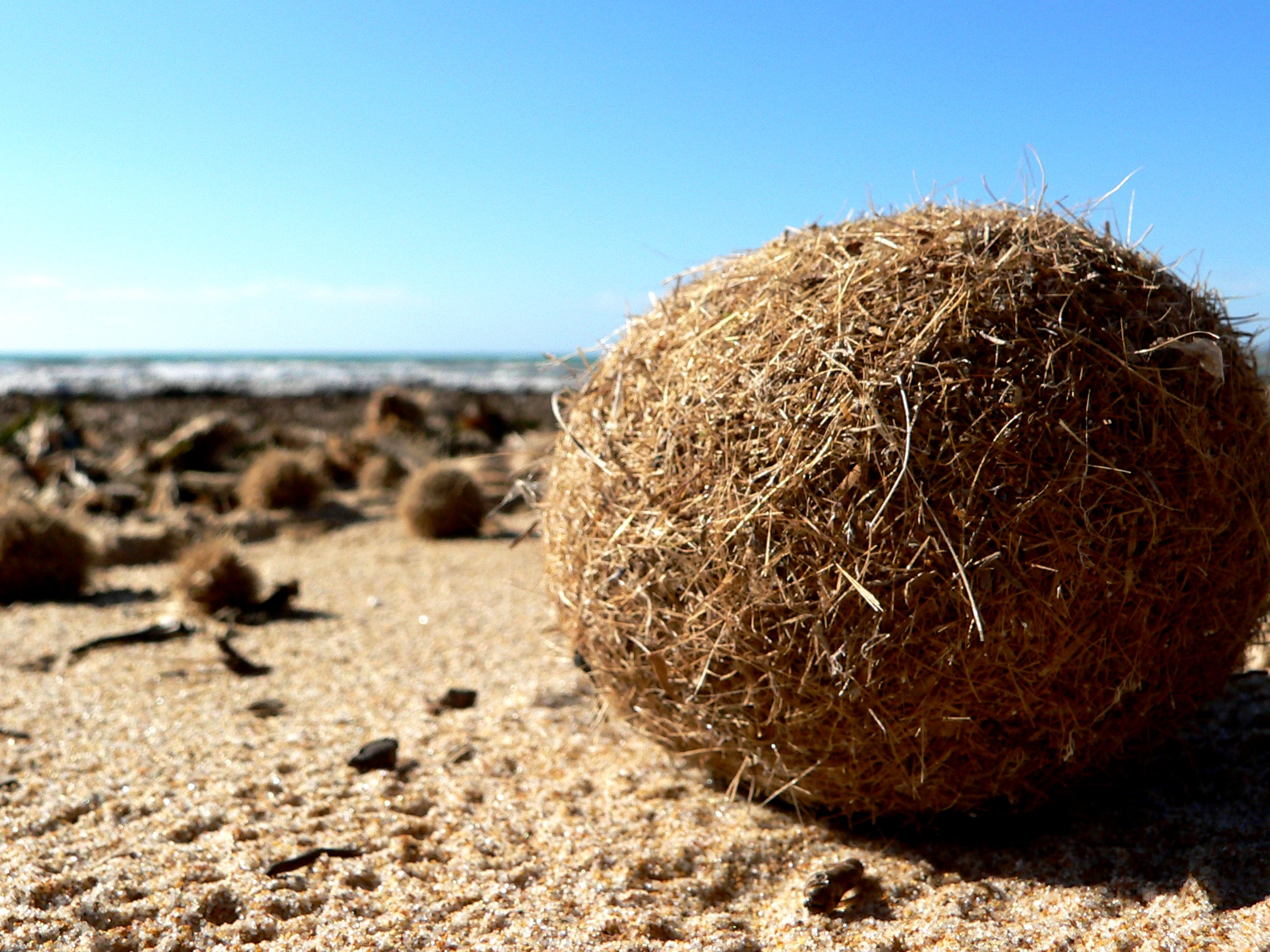
Bolvormige bladerresten (Aegagropila) van zeegras op het strand